# Audio-Technica
Audio-Technica (株式会社オーディオテクニカ, Kabushiki gaisha Ōdio Tekunika) es una compañía privada japonesa especializada en el diseño y fabricación de equipos de audio, tales como micrófonos, auriculares o tornamesas.

## Historia
Audio-Technica fue fundada en 1962 por Hideo Matsushita en Shinjuku, Tokio, como fabricante de cápsulas para tornamesas. El negocio se desarrolló rápidamente y se expandió a otros campos. La sede y la fábrica se trasladaron en 1965 a su ubicación actual en Machida, Tokio. 
En 1969, la empresa comenzó a exportar cápsulas para tornamesas a todo el mundo y lanzó las primeras grabadoras de microcassetes. En 1972 estableció su filial estadounidense en Akron, Ohio, y comenzó a enviar sus productos a Europa. En 1974 la compañía desarrolló sus primeros auriculares, la serie AT-700. La serie de micrófonos AT-800 se introdujo en 1978 y en el mismo año se estableció Audio-Technica Ltd. en Leeds, Reino Unido.
Desde 1996 Audio-Technica ha suministrado equipos de audio a varias ediciones de los Juegos Olímpicos, concretamente las de Atlanta 1996, Sideney 2000, Atenas 2004, Pekín 2008, Londres 2012 y los Juegos Olímpicos de Invierno de Salt Lake City 2002 y Turín 2006. Otros eventos de importancia en los que estuvo presente la compañía fueron los premios Grammy, MotoGP y varios debates presidenciales en Estados Unidos.